# Інститут неврології, психіатрії та наркології НАМН України
Інститу́т невроло́гії, психіатрі́ї та нарколо́гії НАМН Украї́ни — науково-медична установа НАМН України, яка здійснює лікування пацієнтів з неврологічними та психіатричними розладами, а також провадить дослідження в галузі патогенезу, етіології і пошуку нових методів лікування цих патологій.

## Історія
Рішення створити дослідницький психіатричний інститут в Україні було прийнято під час з'їзду медичної просвіти 1920 року. Протягом 1921-22 років Народний комісаріат охорони здоров'я УРСР створив Український психоневрологічний науково-дослідний інститут на базі психіатричної лікарні Сабурова дача. Першим директором інституту став невролог Олександр Гейманович. 
1926 року частину лікарні, що залишилася, за ініціативи Віктора Протопопова перетворили на Український державний інститут клінічної психіатрії і соціальної психогігієни. Інститут складався з 6 відділів:
- клінічної психіатрії
- судової психопатології
- дефективного дитинства зі стаціонаром для розумово відсталих та душевнохворих дітей
- профілактики й євгеніки з диспансером
- експериментально-лабораторних досліджень (біохімічна, гістологічна, рефлексологічна лабораторії)
- статистики

Директором був Протопопов, заступником директора по медичній частині - Яків Гаврилович Ільон, заступником з адміністративно-господарських справ - П. В. Белов.
У 1932 році обидва інститути були об'єднані у Всеукраїнську психоневрологічну академію, яку очолила Олена Затонська — дружина наркома просвіти УРСР Володимира Затонського. 1937 року академію реорганізували в Український психоневрологічний інститут.
У 1955 році від інституту було відокремлено клінічну базу і знову створено психіатричну лікарню. Таким чином новий Науково-дослідницький інститут неврології і психіатрії не мав власних пацієнтів та скоротив можливості для досліджень. Лише 1978 року відбулося відновлення повноцінної наукової роботи в інституті, повернулося клінічне відділення.
У 2000 році інститут перейшов до структури Національної академії медичних наук. На початку жовтня 2021 року установа відсвяткувала 100-річний ювілей 

### Лабораторії і відділи інституту
Лабораторію фізіології в 1928 році заснував Георгій Фольборт. У 1923—1929 роках антропологічним кабінетом інституту керував Лев Ніколаєв.
З 1931 року Психологічним сектором інституту (пізніше — академії) завідував психолог Олексій Леонтьєв. Серед його співробітників також були психологи Олександр Запорожець, Петро Гальперін, Філіп Бассін. До складу сектору входили 2 відділи: загальної і генетичної психології та клінічної психології.

## Напрями досліджень
В інституті досліджуються різні аспекти неврологічних і психіатричних порушень. Науковці інституту вивчають захворювання нервової системи, зокрема судинну патологію головного мозку, нейроінфекції, нейродегенеративні захворювання, розсіяний склероз, епілепсію, дитячий  церебральний параліч тощо. Досліджується також патологія вегетативної нервової системи, проблеми вертеброневрології. Здійснюється розробка методів функціональної нейрохірургії.
У галузі психіатрії увага приділяється клінічній, соціальній, дитячій психіатрії, дослідженню суїцидальної поведінки, неврозів. Розробляються методи медичної психології, подолання психічних наслідків дії екстремальних ситуацій, профілактики і лікування алкоголізму і наркоманії.

## Керівники установи
- Олександр Гейманович (1922—1932)
- Олена Затонська (1932—1934)
- Леон Рохлін (1934—1937)
- Тихон Юдін (1937)
- А. Ф. Найман (1937—1940)
- Микола Зеленський (1940—1952)
- Р. І. Усачов (1952—1953)
- П. І. Коваленко (1953—1960)
- Петро Волошин (1977-2019)
- Ігор Лінський (з 2019)

## Відомі науковці
- Грінштейн Олександр Михайлович[ru]
- Гейманович Олександр Йосипович
- Филимонов Іван Миколайович
- Смірнов Леонід Йосипович
- Платонов Костянтин Іванович[ru]
- Попов Євген Олексійович
- Країнський Микола Васильович (1946-1951)